# Arne Andersson (fotbollsspelare)
Arne Andersson, född 13 mars 1921 i Kinna, död 23 februari 2003 i Fritsla, var en svensk fotbollsspelare (center/högerhalv). Han representerade IF Elfsborg och AIK i Allsvenskan.

## Biografi
Arne växte upp i Fritsla, där han också började sin karriär i mitten av 1930-talet. 20 år gammal gick han över till IF Elfsborg där han, på grund av långvarig militärinkallelse, endast gjorde en match i representationslaget. 1943 fick Arne en tjänst på L.M. Ericsson i Stockholm. Och istället för att gå till IFK Göteborg där Gunnar Gren försökt värva honom, blev den nya klubbadressen AIK. Arne, som tidigare spelat ytterhalvback, fick den första tiden spela center. På de första 12 matcherna gjorde han ifrån denna positition 11 mål, innan han återigen flyttades ner som högerytter/högerhalv. Karriären i Stockholm blev kortvarig, då Arne flyttade hem för att hjälpa sina föräldrar med deras butik i Fritsla. I slutet av karriären var Arne spelare och tränare i det då framgångsrika Fritsla IF.

## Kuriosa
Arne gjorde i sin debut mot IFK Göteborg mål i den andra matchminuten, vilket fortfarande är det näst snabbaste debutmålet i AIK:s historia. Eftersom han gjorde mål också i sin debut för IF Elfsborg, tillhör han en liten skara spelare som gjort debutantmål i två olika Allsvenska klubbar.
I "Rio-Kalle Svenssons" debut för Hälsingborg på Råsunda gjorde Arne ett av målen, Henry "Garvis" Carlsson gjorde det andra. I "seriefinalen" 1943-44 mellan AIK-Malmö FF, sattes det dåvarande publikrekordet i Allsvenskan med 35 420 åskådare på Råsundastadion. Efter kriget blev AIK den första utländska klubb att spela match i Danmark (Köpenhamn, 5 juni 1945). 1946 var Arne med i "alla tiders AIK-match" mot Charlton som slutade 7-7 efter att AIK legat under med 1-7 med 25 minuter kvar av matchen. Arne kallades av dåvarande ordförande Putte Kock den viktigaste spelaren i truppen. Brodern Åke spelade också allsvenskt i AIK. AIK:s ledarstab bjöd upp Fritsla IF för en match mot Reymersholms IK, där man ville studera Yngve Brodd i FIF. Istället för Brodd ville man dock ha tillbaks Arne, vilket man senare kom att ångra då denne istället kom att representera Örebro SK, Toulouse FC, FC Sochaux-Montbéliard och svenska landslaget.

## Fotnoter
1. 1 2 3 4  Johrén, A ”Arne Andersson” Arkiverad 15 juli 2014 hämtat från the Wayback Machine., ”500 AIK:are”, 2002
2. ↑  AIK statistikdatabas ”Arne Andersson”, hämtad 25 mars 2013
3. ↑  AIK.se ”AIK:s allsvenska debutmålskyttar”, ”Fakta och historik”, hämtad 25 mars 2013
4. ↑  Brunnhage L,: ”Idrottsboken 1945”, Svenska Sportförlaget, 1945, sid. 95.
5. ↑  AIK,: ”Allmänna Idrottsklubbens Årsberättelse 1945”, 1946.
6. ↑  AIK.se ”1945-46”, ”Historik - år för år”, hämtad 25 mars 2013
7. ↑  Johrén, A ”Åke Andersson”, ”500 AIK:are”, 2002